# 純真年代 (瑪莉亞·梅娜專輯)
純真年代（英語：Apparently Unaffected）是挪威創作歌手瑪莉亞·梅娜的第三張錄音室專輯，於2005年11月14日於歐洲發行，並在2006年6月於荷蘭重新發行，登上排行榜第11名。專輯中共有三首單曲：《Miss You Love》、《Just Hold Me》以及最新的一首單曲《Our Battles》。這張專輯在荷蘭年終榜上排名第48名。

## 曲目列表
1. 《Internal Dialogue》 – 2:53
2. 《This Bottle of Wine》 – 2:32
3. 《Miss You Love》 – 3:10
4. 《Boytoy Baby》 – 2:51
5. 《If You'll Stay in My Past 1》 – 1:09
6. 《He's Hurting Me》 – 2:20
7. 《Just Hold Me》 – 4:24
8. 《Long Time Coming》 – 2:45
9. 《If You'll Stay in My Past 2》 – 1:19
10. 《Nevermind Me》 – 3:55
11. 《These Shoes》 – 1:54
12. 《Our Battles》 – 3:32
13. 《Calm under the Waves》 – 3:22
14. 《If You'll Stay in My Past 3》 – 1:00